# Речна свиня
Речната свиня (Potamochoerus larvatus) е вид бозайник от семейство Свиневи (Suidae). Видът не е застрашен от изчезване.

## Разпространение и местообитание
Разпространен е в Ангола, Ботсвана, Бурунди, Демократична република Конго, Етиопия, Замбия, Зимбабве, Кения, Малави, Мозамбик, Намибия (Ивица Каприви), Руанда, Свазиленд, Сомалия, Танзания, Уганда, Южен Судан и Южна Африка. Внесен е в Коморски острови, Мадагаскар и Майот.
Обитава гористи местности, влажни места, планини, възвишения, храсталаци, крайбрежия, плажове, плата, блата, мочурища и тресавища в райони с тропически и умерен климат, при средна месечна температура около 22 градуса.

## Описание
Теглото им е около 69,1 kg.
Популацията на вида е стабилна.